# Plateau d'Aquarius

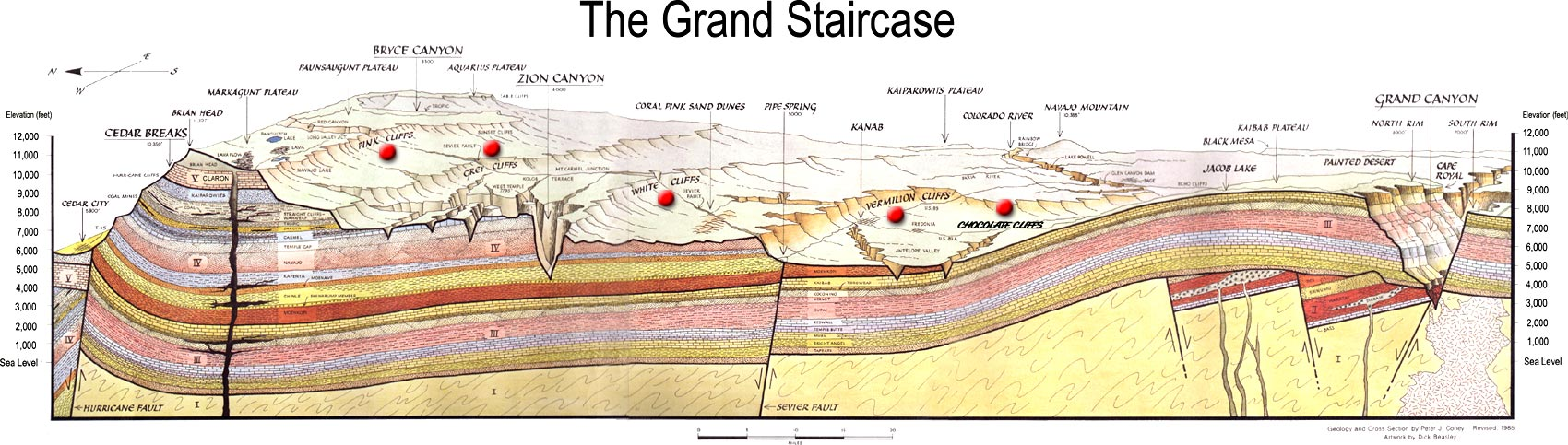
Schéma indiquant la position du plateau dans le Grand Staircase.

Le Plateau d'Aquarius (Aquarius Plateau) est un plateau localisé dans les comtés de Garfield et de Wayne au sud de l'État de l'Utah aux États-Unis. 
Le plateau d'Aquarius est en fait un sous plateau élevé de l'immense plateau du Colorado. Il recouvre une superficie de 2 330 km2 et est recouvert de zones forestières. Une grande partie de son territoire fait par ailleurs partie intégrante de la forêt nationale de Dixie. Son sommet, dénommé Boulder Mountain, culmine à près de 3 449 m d'altitude. La zone dispose de près de 200 km2 de collines dont l'altitude dépasse les 3 350 m